# Sugar Rush Ride
«Sugar Rush Ride» es una canción del grupo Tomorrow X Together perteneciente al álbum The Name Chapter: Temptation, al cual sirvió como su sencillo principal. Fue lanzada el 27 de enero de 2023 mediante los sellos Big Hit Music y Republic Records.

## Antecedentes
Hybe Corporation reveló el 9 de noviembre de 2022 los planes para lanzar el quinto EP de TXT en enero de 2023. El 14 de diciembre del 2022 se anunciaron los detalles del nuevo miniálbum del grupo, titulado The Name Chapter: Temptation, el cual fue lanzado el 27 de enero de 2023.

## Composición
La canción es una pista de dance pop empalagoso puro con riffs de guitarra pegadizos junto a una gran batería y bajo, la cual dentro del álbum representa la apuesta musical más segura. Dentro de los compositores se encuentra Salem Ilese, una colaboradora pasada del grupo, con quien los miembros mencionan que su colaboración para la canción fue natural luego de actuar juntos en diversos conciertos. La canción está escrita en La♯m, en un tempo de 125 PPM y con una duración de tres minutos y seis segundos.

## Video musical
El video nos muestra a los cinco miembros despertándose en las costas de una isla, en la cual exploraran el misterioso bosque interior mientras intentan evitar las tentaciones. El clip está dirigido por Studio Saccharin y fue lanzado a la par de la canción. 

## Premios y nominaciones
| Programa    | Fecha                 | Ref.  |
| ----------- | --------------------- | ----- |
| M Countdown | 2 de febrero de 2023  | [ 6 ] |
| M Countdown | 9 de febrero de 2023  | [ 7 ] |
| Music Bank  | 3 de febrero de 2023  | [ 8 ] |
| Inkigayo    | 12 de febrero de 2023 | [ 9 ] |

## Créditos y personal
Lista adaptada de Tidal.
- Beomgyu ― voz
- Hueningkai ― voz
- Soobin ― voz
- Taehyun ― voz
- Yeonjun ― voz
- Cazzi Opeia ― compositora
- "Hitman" Bang ― compositor
- Krysta Youngs ― compositora
- Myah Marie ― compositora
- Ollipop ― compositor
- Salem Ilese ― compositora
- Slow Rabbit ― compositor, productor
- Sofia Kay ― compositora
- Supreme Boi ― compositor
- Chris Gehringer ― ingeniero de masterización
- Manny Marroquin ― ingeniero de mezcla
- Chris Galland ― asistente de ingeniero de mezcla
- Ramiro Fernandez-Seoane ― asistente de ingeniero de mezcla